# Cleome droserifolia
Cleome droserifolia es una especie perteneciente a la familia Cleomaceae. Es originaria del Norte de África y Arabia.

## Descripción
Es un arbusto compacto,  profusamente e intrincadamente ramificado que alcanza un tamaño de 5-50 cm de altura.

## Ecología
Se encuentra en los áridos desiertos en las rocas  y ramblas de Libia (Jbel Ouweinat), Egipto, Palestina, Arabia.

## Taxonomía
Cleome droserifolia fue descrita por (Forssk.) Delile  y publicado en Description de l'Égypte, . . . Histoire Naturelle, Tom. Second 106. 1813.
Sinonimia
- Rorida arabica J.F.Gmel.
- Roridula arabica Roem. & Schult.
- Roridula droserifolia Forssk.
- Roridula tetrandra Vitman[3]